# لورينزو دانيال
لورينزو دانيال (بالإنجليزية: Lorenzo Daniel)‏ هو منافس ألعاب قوى أمريكي، ولد في 23 مارس 1966 في أفيرا في الولايات المتحدة.

## وصلات خارجية
- لورينزو دانيال على موقع الاتحاد الدولي لألعاب القوى (الإنجليزية)